# آلبرت اسپالدینگ
آلبرت اسپالدینگ (انگلیسی: Albert Spalding؛ زاده ۲ سپتامبر ۱۸۵۰ درگذشته ۹ سپتامبر ۱۹۱۵
san diego, california) یک بازرگان، و ورزشکار اهل ایالات متحده آمریکا بود.